# クーファ
クーファ（Kūfa كوفة）はイラクの都市。ナジャフ県に属する。2003年当時の人口は約110,000人。現在のクーファの市街地は、7世紀に建設されたクーファ遺跡の近郊に位置する。町の名前はアラビア語で「円形の砂丘」、ナバタイ語で「赤い砂」を意味する。

## 歴史
7世紀前半、バスラに続くイスラーム勢力2番目のミスル（軍営都市）として、預言者ムハンマドの教友サアド・イブン・アビー・ワッカースによって建設された町がクーファの始まりである。建設年については636年/7年、638年/9年、639年/40年と諸説ある。外郭は正方形に近い形で、モスクと知事の庁舎が町の中心となり、アラブ遊牧民が部族単位で居住区を形成していた。ウマイヤ朝初期までに約140,000人のアラブ人がクーファに移住したと考えられ、後に現地の人間もクーファに居住するようになり、商工業に従事する住民が増加した。
第4代カリフ・アリーによって首都に定められたが、アリーの死後に首都としての機能を喪失する。ウマイヤ朝期のクーファはイラク北部などの北方地域に勢力を拡大するための軍事拠点となる。そして、クーファにはアリーを信奉するシーア派の人間が多く集まり、反乱・反政府運動の温床となった。ウマイヤ朝の創始者ムアーウィヤの死後にクーファの市民はアリーの遺児フサインを擁して決起を試みたが、反抗は失敗する。685年には過激シーア派のカイサーン派に属するムフタールが、アリーの別の遺児ムハンマドを擁してクーファで反乱を起こし、ウマイヤ朝から派遣された総督を追放した。ムフタールの勢力は一時は南イラク全域に広がったが、687年に反乱は鎮圧された。
ウマイヤ朝打倒の契機となったアッバース革命で、クーファは革命の中心地となった。749年にアッバース朝の創始者サッファーフはクーファでカリフに即位し、町はアッバース朝の首都に定められた。751年のタラス河畔の戦いでアッバース朝の捕虜となった中国人・杜環は、「阿倶羅」の名称でクーファについての記録を残している。『通典』に引用されている杜環の旅行記『経行記』にはクーファに関する具体的な記述がされ、クーファについて最も早い時期に書かれた貴重な史料となっている。
アッバース朝の2代目のカリフ・マンスールは体制に批判的な人間が集まるクーファを敬遠し、新都の建設を考えた。マンスールによってアッバース朝の新都としてバグダードが建設されるとクーファの政治的・軍事的重要性は低下するが、イスラーム諸学の中心地としての地位を保ち続ける。クーファはイスラーム法学の研究の中心地のひとつであり、クルアーン（コーラン）解釈学の始まりの場所でもある。クーファの出身者の一人に、ハナフィー学派の創始者アブー・ハニーファがいる。また、アラビア文字の書体であるクーフィー体の名前は、クーファに由来している。
14世紀に旅行家イブン・バットゥータがクーファを訪れたとき、町は治安の悪化によって荒廃していた。イブン・バットゥータの『大旅行記』には、町の大モスク、廃墟となった知事の庁舎について述べられている。
1979年6月にイラク政府によってシーア派の指導者であるムハンマド・サーディク・アッ＝サドルが軟禁された際、クーファでシーア派住民による抗議活動が起きた。イラク戦争後はシーア派の指導者ムクタダー・アッ＝サドルの拠点とされ、イラク政府、アメリカ軍との間で戦闘が発生した。

## 建築物
7世紀に建立された大モスクは数度の改修工事が施され、金のドームを有し、サファヴィー朝期のタイルで装飾されている。初期のモスクは長方形に区切られた広場の周りに濠が巡らされていただけで、壁は存在していなかった。モスクの南側には幅100mほどの吹きさらしの柱廊が存在していたと言われ、南側に植えられた木に向かって礼拝を行っていた。